# Nowosady (rejon lidzki)
Nowosady (biał. Навасады, Nawasady; ros. Новосады, Nowosady) – wieś na Białorusi, w obwodzie grodzieńskim, w rejonie lidzkim, w sielsowiecie Tarnowszczyzna.

## Historia
W dwudziestoleciu międzywojennym leżały w Polsce, w województwie nowogródzkim, w powiecie lidzkim. Do 11 kwietnia 1929 w gminie Honczary, a po jej zniesieniu w gminie Bielica. W 1921 miejscowość liczyła 134 mieszkańców, zamieszkałych w 22 budynkach, w tym 126 Polaków i 8 Białorusinów. 131 mieszkańców było wyznania prawosławnego i 3 rzymskokatolickiego.
Po II wojnie światowej w granicach Związku Sowieckiego. Od 1991 w niepodległej Białorusi.